# Karl Christian Gärtner
Pour les articles homonymes, voir Gärtner.
Karl Christian Gärtner, né le 24 novembre 1712 à Freiberg et mort le 14 février 1791 à Brunswick, est un critique et poète allemand.

## Biographie
Étudiant à Leipzig, Gärtner est d’abord partisan de Gottsched et collabore aux Récréations de Schwabe. Il acquiert comme critique une très grande autorité dans l’école saxonne, et on l’appelle « le Quintilien de son temps ». C’est le titre que son ami Klopstock lui donne dans une de ses odes.
Comme poète, il compose un poème pastoral : die geprüfte Treue (la Fidélité à l’épreuve) ; 1744, cité comme un modèle de naïveté champêtre ; une comédie : die schöne Rosette (la Belle Rosette ; Leipzig, 1782), imitation de la comédie française le Triomphe du temps passé, de Legrand.
Professeur à Brunswick, Gärtner traduit en outre l’ouvrage de Linguet sur le Théâtre espagnol, avec Zacharie, et une partie de l’Histoire ancienne de Rollin ; il collabore à une traduction du Dictionnaire historique et critique de Bayle.